# Юрасовка (Воронежская область)
Юра́совка — слобода в Ольховатском районе Воронежской области России.
Входит в состав Караяшниковского сельского поселения.

## География

### Улицы
- ул. В. П. Шаренко
- ул. Ключевая
- ул. Коммунаров
- ул. Костомарова
- ул. Первомайская
- ул. Хлеборобская
- ул. Центральная

## История
Первоначально называлась — Верхняя Ольховатка и Малая Ольховатка. Основана слобода в начале XVIII века на реке Ольховатка (река), по документам известна с 1721 года.
Юрасовка входила в состав Острогожского казачьего полка, затем Острогожского (до 1923) и Россошанского (в 1923—1928) уездов.
В 1759 году в Юрасовке была построена деревянная Георгиевская церковь, в 1872 году выстроенная вновь на средства помещика Н. Я. Гарденина (1805—1873). В 1865 году в слободе была основана школа. В 1900 году здесь имелось три общественных здания.

## Население
| 1859 | 1897  | 1900  | 1926  | 2007 | 2010 |
| ---- | ----- | ----- | ----- | ---- | ---- |
| 1578 | ↘1534 | ↗1634 | ↘1554 | ↘732 | ↗764 |

## Инфраструктура
В настоящее время в Юрасовке имеются — сельскохозяйственное предприятие «Юни», основная общеобразовательная школа, Дом культуры, почтовое отделение, ФАП, минимаркет «Юрасовский».

## Известные уроженцы
В 1817 году в слободе Юрасовка родился известный историк Николай Костомаров.
В 1911 году в Юрасовке родился Герой Советского Союза Василий Шаренко.